# Soledade (Paraíba)
Soledade é um município brasileiro do estado da Paraíba, localizado na Região Geográfica Imediata de Campina Grande. Sua população é de 13 955 habitantes, de acordo com o censo demográfico de 2022 realizado pelo IBGE e Área territorial de 560 km². A cidade de Soledade, localizada a 185 km da capital João Pessoa, e a 54 km de Campina Grande, está situada no Cariri paraibano, onde além do Cariri, polariza grande parte do Curimataú e Seridó do estado, atingindo doze municípios: Soledade, Boa Vista, Pocinhos, Olivedos, Cubati, São Vicente do Seridó, Juazeirinho, Tenório, Junco do Seridó, Assunção, Santo André e Gurjão.

## História

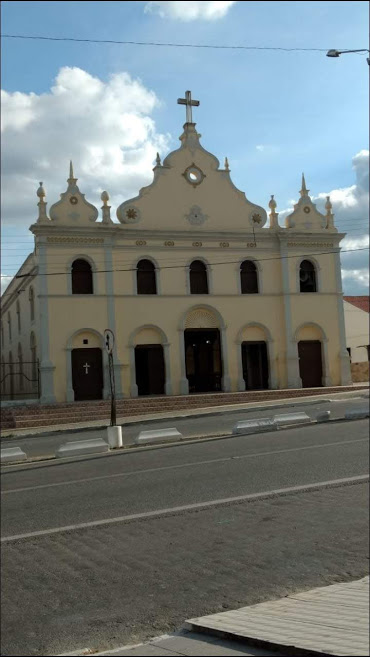
Igreja Matriz Nossa Senhora Santa Ana

O município começou pelo núcleo de Soledade, primitivamente chamada "Malhada das Areias Brancas", parte componente de uma fazenda adquirida pelo português João de Gouveia e Sousa. Este se instalara numa das terras do riacho do Padre, que começa no Olho d'água do Tapuia-pega e estende-se até Barra das Vacas. Os netos do primeiro proprietário, José Alves de Miranda e José de Gouveia e Sousa, fizeram doação do patrimônio para uma capela, mas a primeira construção  foi um cemitério levantado pelo missionário Ibiapina, para inumação de vítimas da segunda cólera-morbo que grassou no lugarejo, em 1864.
Antes disto, os enterros se faziam em São João do Cariri, numa distância de 70 quilômetros. No cemitério, edificou o referido missionário uma capelinha, a qual, tempos depois, foi ampliada, ocupando toda a área do antigo Campo Santo. Em torno da capela, que depois se tornaria a igreja matriz de Nossa Senhora Santa Ana, surgiu e cresceu a povoação que, anos adiante, foi elevada a sede de distrito com a denominação de Soledade, pela Lei provincial n.º682, de 3 de outubro de 1879. A Lei n.º 791, de 24 de setembro de 1885, elevou-a à categoria de vila, criando-lhe o município.

## Geografia
Está situado no estado da Paraíba, na microrregião do Curimataú Ocidental, tendo como coordenadas geográficas 7º 03' 30" de latitude Sul e 36º 21' 47" de longitude Oeste. Limita ao Norte com o Município de São Vicente do Seridó, ao Leste com os Municípios de Olivedos e Pocinhos, ao Oeste com o Município de Juazeirinho e ao Sul com os Municípios de Gurjão e Boa Vista, apresentando uma extensão territorial de 560 km². Sua localização está às margens da BR - 230.
O município está incluído na área geográfica de abrangência do semiárido brasileiro, definida pelo Ministério da Integração Nacional em 2005.  Esta delimitação tem como critérios o índice pluviométrico, o índice de aridez e o risco de seca. Sua vegetação é predominantemente a Caatinga, típica do semiárido nordestino.
| Dados climatológicos para Soledade                                                                       | Dados climatológicos para Soledade | Dados climatológicos para Soledade | Dados climatológicos para Soledade | Dados climatológicos para Soledade | Dados climatológicos para Soledade | Dados climatológicos para Soledade | Dados climatológicos para Soledade | Dados climatológicos para Soledade | Dados climatológicos para Soledade | Dados climatológicos para Soledade | Dados climatológicos para Soledade | Dados climatológicos para Soledade | Dados climatológicos para Soledade |
| Mês | Jan                                | Fev                                | Mar                                | Abr                                | Mai                                | Jun                                | Jul                                | Ago                                | Set                                | Out                                | Nov                                | Dez                                | Ano                                |
| --- | ---------------------------------- | ---------------------------------- | ---------------------------------- | ---------------------------------- | ---------------------------------- | ---------------------------------- | ---------------------------------- | ---------------------------------- | ---------------------------------- | ---------------------------------- | ---------------------------------- | ---------------------------------- | ---------------------------------- |
| Temperatura máxima recorde (°C)                                                                          | 36,2                               | 36,3                               | 36,3                               | 35,5                               | 35,2                               | 31,5                               | 31,6                               | 34,7                               | 35,9                               | 37,9                               | 36,5                               | 36,9                               | 37,9                               |
| Temperatura mínima recorde (°C)                                                                          | 19,5                               | 18,9                               | 19,2                               | 18,8                               | 18,1                               | 16,6                               | 14,3                               | 13,9                               | 16,2                               | 17,1                               | 18,8                               | 18,1                               | 13,9                               |
| Precipitação (mm)                                                                                        | 34,1                               | 52,5                               | 84,9                               | 79,5                               | 40,8                               | 36,2                               | 28,4                               | 12                                 | 4,1                                | 6,1                                | 2,8                                | 11                                 | 392,5                              |
| Fonte: AESA (recordes de temperatura: 15/04/2023-presente; precipitação: Atlas Pluviométrico da Paraíba) |                                    |                                    |                                    |                                    |                                    |                                    |                                    |                                    |                                    |                                    |                                    |                                    |                                    |

| Dados climatológicos para Soledade (Fazenda Pendência) | Dados climatológicos para Soledade (Fazenda Pendência) | Dados climatológicos para Soledade (Fazenda Pendência) | Dados climatológicos para Soledade (Fazenda Pendência) | Dados climatológicos para Soledade (Fazenda Pendência) | Dados climatológicos para Soledade (Fazenda Pendência) | Dados climatológicos para Soledade (Fazenda Pendência) | Dados climatológicos para Soledade (Fazenda Pendência) | Dados climatológicos para Soledade (Fazenda Pendência) | Dados climatológicos para Soledade (Fazenda Pendência) | Dados climatológicos para Soledade (Fazenda Pendência) | Dados climatológicos para Soledade (Fazenda Pendência) | Dados climatológicos para Soledade (Fazenda Pendência) | Dados climatológicos para Soledade (Fazenda Pendência) |
| Mês                                                    | Jan                                                    | Fev                                                    | Mar                                                    | Abr                                                    | Mai                                                    | Jun                                                    | Jul                                                    | Ago                                                    | Set                                                    | Out                                                    | Nov                                                    | Dez                                                    | Ano                                                    |
| ------------------------------------------------------ | ------------------------------------------------------ | ------------------------------------------------------ | ------------------------------------------------------ | ------------------------------------------------------ | ------------------------------------------------------ | ------------------------------------------------------ | ------------------------------------------------------ | ------------------------------------------------------ | ------------------------------------------------------ | ------------------------------------------------------ | ------------------------------------------------------ | ------------------------------------------------------ | ------------------------------------------------------ |
| Precipitação (mm)                                      | 36,3                                                   | 63,9                                                   | 96,2                                                   | 109,8                                                  | 44,9                                                   | 37,6                                                   | 28,9                                                   | 9,7                                                    | 3,3                                                    | 6,7                                                    | 6                                                      | 11,7                                                   | 455,1                                                  |
| Fonte: Atlas Pluviométrico da Paraíba                  |                                                        |                                                        |                                                        |                                                        |                                                        |                                                        |                                                        |                                                        |                                                        |                                                        |                                                        |                                                        |                                                        |

### Bairros
Centro, Jardim Cruzeiro, Alto São José, Bela vista, Gouveião, Chico Pereira, Santa Teresa, Conjunto da CEHAP, Mutirão, Nova Olinda e Distrito Industrial.

## Demografia
| Fonte: IBGE |

## Infraestrutura

### Educação
A cidade dispõe de várias instituições de ensino público e privado.
Na rede pública, têm-se:
- Escola Estadual de Ensino Fundamental e Médio Dr. Trajano Nóbrega;
- Escola Municipal Professor Luiz Gonzaga Burity;
- Escola Estadual Padre Ibiapina;
- Escola Municipal Lúcia Matias;
- Escola Municipal Maria do Carmo.
- Instituto Federal de Educação, Ciência e Tecnologia da Paraíba (IFPB)

Na rede privada, podem-se citar:
- CDI-Colégio Dinâmico Ibiapinópolis
- Centro Educacional André Celestino de Gouveia

### Comunicação
Soledade possui uma agência da empresa brasileira de Correios e Telégrafos e um posto da TELEMAR. Possui telefonia celular da TIM, CLARO e VIVO e recebe também o sinal da repetidora Globo (TV Paraíba - Campina Grande).
Na parte de internet, existem empresas que distribuem acesso à internet banda larga através de cabos de fibra ótica ou via rádio tanto para zona urbana com para zona rural.
A cidade atualmente possui apenas uma rádio a Caruá FM.

## Economia
Suas atividades principais são agricultura e pecuária, possuindo expressividade no comércio e pouca industrialização. Possuem 156 empresas atuantes no município nos diferentes setores da economia (IBGE - 2001). Sua avenida principal é larga e possui estabelecimentos de alimentação.
A cidade possui uma estação experimental da EMEPA, localizada na localidade pendência, PB-176 próximo ao limite com Gurjão e possui uma estação ferroviária do antigo ramal de Campina Grande, a Estação Ferroviária de Soledade.
Apesar do clima seco a criação de caprinos, animais resistentes as altas temperaturas, é bem sucedida e movimenta a economia da cidade. A economia dos rebanhos caprinos sustem-se por produtos como queijo e leite, além da exposição dos animais em leilões por todo o Brasil.